# La moglie del re Candaule
La moglie del re Candaule (in tedesco: Die Frau des Kandaules entdeckt den versteckten Gyges, "La moglie di Candaule scopre Gige nascosto") è un dipinto a olio su tela del pittore olandese Eglon Hendrik van der Neer. Si trova al Museum Kunstpalast di Düsseldorf.

## Soggetto
Il tema del dipinto è tratto dalle Storie di Erodoto. Il re Candaule amava molto sua moglie (che non viene nominata nel racconto erodoteo, ma che venne chiamata Nissia in alcune versioni successive della storia) e la riteneva la donna più bella al mondo. Egli descrisse la sua sposa alla sua guardia Gige, ma non credeva che lui condividesse la sua opinione. Escogitò dunque un piano per far sì che il servo si nascondesse dietro una tenda mentre lui e la moglie si stavano preparando per andare a dormire, così da giudicare la bellezza della donna. All'inizio Gige rifiutò, ma alla fine accettò il piano del re.
Dopo averla vista, Gige uscì dalla stanza cercando di non farsi notare, ma venne intravisto dalla regina della Lidia. Avendo capito che suo marito l'aveva letteralmente messa a nudo davanti un'altra persona, la regina non disse nulla come se non se ne fosse accorta, ma in cuor suo decise di vendicarsi del marito per l'umiliazione subita. In seguito, Gige uccise il suo sovrano su ordine della donna, salvandosi così la vita.

## Descrizione
Eglon van der Neer ricreò molto fedelmente la storia di Candaule. Egli scelse il momento in cui la moglie si toglie l'ultima veste e si denuda di fronte al marito.  Si trova davanti a Candaule, ma allo stesso tempo osserva Gige che la guarda dietro una tenda sulla sinistra. È questo il momento nel quale ella capisce il piano di suo marito. Il resto dei suoi indumenti giace su una sedia alla sinistra di lei. L'abito in raso scintillante contrasta con il velluto del baldacchino. La scena si svolge in una camera ricca del diciassettesimo secolo, a simboleggiare l'epoca d'oro della pittura olandese, ed è uno dei pochi quadri olandesi del periodo che raffigura un nudo in un interno. Un altro motivo per questa ambientazione contemporanea al pittore potrebbe essere legato al fatto che all'epoca si conosceva la civiltà della Lidia solo attraverso le fonti letterarie, e non quelle archeologiche, dato che i primi scavi sarebbero stati realizzati qualche secolo dopo. Il quadro si può datare con precisione anche grazie alla capigliatura della regina, che si basa su quelle che andavano di moda all'epoca del pittore.